# Петровський Олександр Павлович
Олександр Павлович Петровський (1906 — 5 вересня 1945) — 1-й секретар Одеського підпільного обкому КП(б)У, який перейшов на бік румунської окупаційної влади.

## Життєпис
Член ВКП(б) з 1932 року. На початок війни — секретар Водно-транспортного районного комітету КП(б)У у місті Одесі.
У 1941 р. під час відступу радянських військ з Одеси був залишений в місті для підпільної роботи, призначений 1-м секретарем Одеського підпільного обкому. У жовтні 1941 р. був заарештований румунською поліцію та згодився дати певні свідчення, які, однак, не мали особливої користі для поліції. Петровський заявив, що дійсно був залишений для підпільної роботи, але підпілля як такого, за його словами, не існувало, він мав сам його створити. Пізніше, у 1943 р., через зрадництво його знайомої Зінаїди Мойсейчик була знайдена записна книжка Петровського, через що румуни зрозуміли, що Петровський ввів їх у оману.
Згодом влаштувався на цивільну роботу. На початку 1942 р. втік з Одеси і припинив співробітництво з поліцією. У 1943 р. був знайдений і знов заарештований, на допиті відмовився від співробітництва з румунами (цей факт був підтверждений після війни допитами заарештованих офіцерів румунської поліції). У 1944 р. був вивезений до Румунії.
Заарештований 18 вересня 1944 р. УНКДБ по Одеській області за звинуваченням у державній зраді. 5 вересня 1945 р. розстріляний. Слідством було, однак, встановлено, що Петровський нікого не видавав, оскільки підпілля як такого не існувало — йому було поставлено завдання його створити і завербувати необхідних людей, чого він не зробив. Звинувачення Петровського в тому, що він видав 2-го секретаря Сухарєва, було спростовано, оскільки Сухарєв у 1942—1943 р. і до свого арешту не мав контактів з Петровським.
Перевірка прокуратури встановила факт відмови Петровського від підпільної роботи, але не знайшло доказів його зради — було встановлено, що свідчення, які призвели до арештів, дали інші люди. На підставі цього у 1966 р. Петровського було реабілітовано.